# Cireșu (gmina w okręgu Braiła)
Cireșu – gmina w Rumunii, w okręgu Braiła. Obejmuje miejscowości Batogu, Cireșu, Ionești, Scărlătești i Vultureni. W 2011 roku liczyła 3106 mieszkańców. 